# حاتم بن عرفا
حاتم بن عرفاً (فرانسوی: Hatem Ben Arfa‎؛ زادهٔ ۲۷ دسامبر ۱۹۸۵) بازیکن فوتبال اهل فرانسه است.
وی سابقه ۱۵ بازی و ۲ گل ملی برای تیم ملی فوتبال فرانسه در کارنامه دارد، همچنین پست تخصصی او وینگر است.